# Paul Koech
Paul Koech (25 de junio de 1969 – Nairobi, 3 de septiembre de 2018) fue un atleta de larga distancia y maratoniano keniata. Ganó el Mundial de Media Maratón de 1998 y la medalla de oro en la prueba de 5.000 metros en los Campeonatos Africanos. También fue corredor habitual en los Mundiales de Campo a Través acabando en muchas ocasiones entre los cinco primeros y ganó la carrera Parelloop de diez kilómetros en 1999.

## Vida personal
Koech era tío de Sally Barsosio. Vivió en Burnt Forest en el distrito Uasin Gishu. Se casó con su mujer Zipporah con la que tuvo seis hijos.